# Spårhundar på Broadway
Spårhundar på Broadway (engelska: Bloodhounds of Broadway) är en amerikansk långfilm från 1989 i regi av Howard Brookner, med Matt Dillon, Madonna, Rutger Hauer och Jennifer Grey i rollerna. Filmen bygger på fyra historier av Damon Runyon. Spårhundar på Broadway var regissören Brookners enda film, då han dog i AIDS en kort tid efter att filmen haft premiär.

## Handling
Reportern Waldo Winchester (Josef Sommer) beskriver fyra olika berättelser under den vilda nyårsnatten 1928. Feet Samuels (Randy Quaid) har förälskat sig i dansflickan Hortense Hathaway (Madonna). Feet har i förväg sålt sin kropp till en läkare och vill ha en sista natt av vilt leverne innan han tar livet av sig. Hans resa passerar andras historier i den kalla decembernatten.

## Rollista
| Matt Dillon    | – Regret               |
| Madonna        | – Hortense Hathaway    |
| Randy Quaid    | – Feet Samuels         |
| Julie Hagerty  | – Harriet MacKyle      |
| Rutger Hauer   | – The Brain            |
| Jennifer Grey  | – Lovey Lou            |
| Anita Morris   | – Miss Missouri Martin |
| Josef Sommer   | – Waldo Winchester     |
| Esai Morales   | – Handsome Jack        |
| Steve Buscemi  | – Whining Willie       |
| Fisher Stevens | – Hotfoot Harry        |
| Alan Ruck      | – John Wangle          |
| Dinah Manoff   | – Maud Milligan        |